# Gajac
Gajac (italsky Porto Castello) je malá vesnice a přímořské letovisko v Chorvatsku v Licko-senjské župě, spadající pod opčinu města Novalja. Nachází se na ostrově Pag, asi 2 km jihovýchodně od Novalje. V roce 2011 zde trvale žilo 84 obyvatel. Spolu s vesnicí Kolanjski Gajac de facto tvoří jednu vesnici, rozdělenou hranicí mezi Zadarskou a Licko-senjskou župou.